# Повиа, Джузеппе
Джузеппе Повиа (итал. Giuseppe Povìa, род. 19 ноября 1972) — итальянский поп-исполнитель, экс-гей.

## Биография
Родился в Милане, с 14 лет тренировался в игре на гитаре, в 20 лет начал сочинять музыку. В 1999 году поступил в академию Сан-Ремо, где встретил Джанкарло Бигацци. Вместе с Анджело Каррара выпустил свой первый сингл «É vero».
Тематика песен Повиа часто связана с социальными проблемами. Так, записанная в 2003 году песня «Mia sorella» говорит о булимии, а сингл 2005 года «I bambini fanno» посвящён детям Дарфура. Позднее был выпущен альбом с аналогичным названием, прибыль от продаж которого была потрачена на постройку больниц в Дарфуре.
В 2009 году занял второе место на фестивале Сан-Ремо с песней «Luca era gay», повествующей о Люке Толве, вылеченном от гомосексуализма президентом NARTH Джозефом Николоси. Джузеппе утверждает, что сам в прошлом был геем и победил свою гомосексуальность спустя семь месяцев; кроме того, он утверждает помог жениться двум друзьям, также изначально считавшим себя геями.

## Диски

### Альбомы
- Evviva i pazzi… che hanno capito cos'è l’amore (2005)
- I bambini fanno oh… e la storia continua (2006) (Gold — 60,000)
- La storia continua… la tavola rotonda (2007) (Gold — 45,000)
- Uniti (2008)
- Centravanti di mestiere (2009) (25,000+)

### Синглы
- «È vero» (2001)
- «Zanzare» (2002)
- «Tanto non mi cambi» (2002)
- «Mia sorella» (2003)
- «I bambini fanno „ooh…“» (2005)
- «Fiori» (2005)
- «Chi ha peccato» (2005)
- «Non è il momento» (2005)
- «Vorrei avere il becco» (2006)
- «Ma tu sei scemo» (2006)
- «Irrequieta» (2006)
- «T’insegnerò» (2006)
- «È meglio vivere una spiritualità» (2007)
- «Uniti» (2008)
- «Luca era gay» (2009)